# Germán Valera
Germán Valera Karabinaitė (Molina de Segura, 16 de marzo de 2002) es un futbolista español que juega como extremo en el Elche C. F. de la Primera División de España.

## Trayectoria
Valera entró a las inferiores del Atlético de Madrid en 2018 proveniente del Villarreal C. F. Promovido al Atlético de Madrid "B" en la temporada 2019-20, debutó en la Segunda División B en la victoria por 2-1 de visita ante el Marino de Luanco el 24 de agosto de 2019.
Debutó con el primer equipo en la Primera División el 4 de enero de 2020, como sustituto de João Félix en la victoria por 2-1 contra el Levante U. D. Fue el tercer molinense en jugar en la primera división española, antes lo hicieron: Quisco en 1943 con el C. D. Alcoyano y José Ángel Gambín con el Rayo Vallecano en 1989.
El 1 de febrero de 2021 fue cedido al C. D. Tenerife hasta final de temporada. En agosto del mismo año fue la Real Sociedad "B" quien logró su cesión. Un mes después, el 19 de septiembre, debutó con el primer equipo en un encuentro ante el Sevilla F. C. A final de temporada, la opción de compra que incluía el acuerdo no fue ejecutada y las siguientes dos campañas acumuló nuevos préstamos en el F. C. Andorra y el Real Zaragoza.
El 30 de agosto de 2024 abandonó definitivamente el Atlético de Madrid después de fichar por el Valencia C. F. hasta junio de 2028. Su primera temporada en el club la terminó jugando en el Elche C. F. tras llegar como cedido en febrero. Con tres goles y tres asistencias en 16 partidos, ayudó al equipo a ascender a Primera División. Tras este éxito continuó en el conjunto ilicitano firmando por dos años.

## Selección nacional
Es internacional en categorías inferiores con la selección de España.

## Estadísticas
Actualizado al último partido disputado el 18 de agosto de 2025.
| Club                            | Div.          | Temporada     | Liga  | Liga  | Copas nacionales | Copas nacionales | Copas internacionales | Copas internacionales | Total | Total |
| Club                            | Div.          | Temporada     | Part. | Goles | Part.            | Goles            | Part.                 | Goles                 | Part. | Goles |
| ------------------------------- | ------------- | ------------- | ----- | ----- | ---------------- | ---------------- | --------------------- | --------------------- | ----- | ----- |
| Atlético de Madrid "B" · España | 2.ª B         | 2019-20       | 15    | 4     | —                | —                | —                     | —                     | 15    | 4     |
| Atlético de Madrid · España     | 1.ª           | 2019-20       | 1     | 0     | 0                | 0                | 0                     | 0                     | 1     | 0     |
| Atlético de Madrid · España     | Total club    | Total club    | 1     | 0     | 0                | 0                | 0                     | 0                     | 1     | 0     |
| Atlético de Madrid "B" · España | 2.ª B         | 2020-21       | 9     | 2     | —                | —                | —                     | —                     | 9     | 2     |
| Atlético de Madrid "B" · España | Total club    | Total club    | 24    | 6     | 0                | 0                | 0                     | 0                     | 24    | 6     |
| C. D. Tenerife · España         | 2.ª           | 2020-21       | 17    | 2     | —                | —                | —                     | —                     | 17    | 2     |
| C. D. Tenerife · España         | Total club    | Total club    | 17    | 2     | 0                | 0                | 0                     | 0                     | 17    | 2     |
| Real Sociedad "B" · España      | 2.ª           | 2021-22       | 20    | 1     | —                | —                | —                     | —                     | 20    | 1     |
| Real Sociedad "B" · España      | Total club    | Total club    | 20    | 1     | 0                | 0                | 0                     | 0                     | 20    | 1     |
| Real Sociedad · España          | 1.ª           | 2021-22       | 3     | 0     | 0                | 0                | 0                     | 0                     | 3     | 0     |
| Real Sociedad · España          | Total club    | Total club    | 3     | 0     | 0                | 0                | 0                     | 0                     | 3     | 0     |
| F. C. Andorra · Andorra         | 2.ª           | 2022-23       | 38    | 2     | 1                | 0                | —                     | —                     | 39    | 2     |
| F. C. Andorra · Andorra         | Total club    | Total club    | 38    | 2     | 1                | 0                | 0                     | 0                     | 39    | 2     |
| Real Zaragoza · España          | 2.ª           | 2023-24       | 38    | 1     | 1                | 0                | —                     | —                     | 39    | 1     |
| Real Zaragoza · España          | Total club    | Total club    | 38    | 1     | 1                | 0                | 0                     | 0                     | 39    | 1     |
| Valencia C. F. · España         | 1.ª           | 2024-25       | 8     | 0     | 4                | 0                | —                     | —                     | 12    | 0     |
| Valencia C. F. · España         | Total club    | Total club    | 8     | 0     | 4                | 0                | 0                     | 0                     | 12    | 0     |
| Elche C. F. · España            | 2.ª           | 2024-25       | 16    | 3     | —                | —                | —                     | —                     | 16    | 3     |
| Elche C. F. · España            | 1.ª           | 2025-26       | 1     | 1     | 0                | 0                | —                     | —                     | 1     | 1     |
| Elche C. F. · España            | Total club    | Total club    | 17    | 4     | 0                | 0                | 0                     | 0                     | 17    | 4     |
| Total carrera                   | Total carrera | Total carrera | 166   | 16    | 6                | 0                | 0                     | 0                     | 172   | 16    |